# رون آراد (طراح صنعتی)
رون آراد (به عبری: רון ארד) زاده ۱۹۵۱ میلادی طراح صنعتی، هنرمند و معمار اسرائیلی و متولد تل‌آویو است.

## زندگی
وی در سال ۱۹۵۱ میلادی در تل آویو پا به جهان گشود.
او در سالهای ۱۹۷۱ تا ۱۹۷۳ میلادی مشغول تحصیل در آکادمی هنر و طراحی بِذالِل واقع‌در اورشلیم شد و سپس دانش معماری را درسال‌های ۱۹۷۴ تا ۱۹۷۹ میلادی در مدرسه معماری انجمن معماری لندن را گذراند.
سپس به همراه پیتر کوک و برنارد چومی در مدرسه معماری انجمن معماری به تدریس پرداخت.
او همراه کارولین تورمان بنیان‌گذار هنرکده طراحی «خاموش» در لندن در سال ۱۹۸۱ میلادی بود و هشت سال بعد، هنرکده خودش «رون آراد» را به تأسیس کرد.
او طراح، معمار و کارگردان جسور و پُرکار بود و پیوسته دستور زبان کار و شکل‌های خود را برای برانگیختن اندیشه و پدیدآوردن زمینهٔ پرسش‌گری دگرگون ساخت. از سال ۱۹۹۷ تا ۲۰۰۵ میلادی رئیس دپارتمان طراحی در کالج سلطنتی هنر بود.

## کارها
در سال ۲۰۰۵ میلادی برای شرکت زینت‌الات و جواهرسازی سواروفسکی، یک لوستر با تکنولوژی لامپ ال‌ای‌دی طراحی نمود که از راه دور و با کمک پیامک تلفن همراه قادر بود متنی دلخواه را بر روی خود نمایش دهد.
از دیگر کارهای وی می‌توان به ساختمان موزه باعوهاوس در تل‌آویو، نخستین شیشه عطر شرکت کنزو و ساختمان موزه طراحی حولوم را نام برد.
از دیگر کارهای وی، ساختار ۷۲۰ درجه در باغ مجسمه‌سازی موزه اسرائیل در ماه اوت ۲۰۱۲ است. این ساختار شامل ۵۶۰۰ قطعه سیلیکونی که با هم یک دایره به بلندای ۲۶ فوت درون باغ موزه ایجاد کرده، تشکیل شده است.

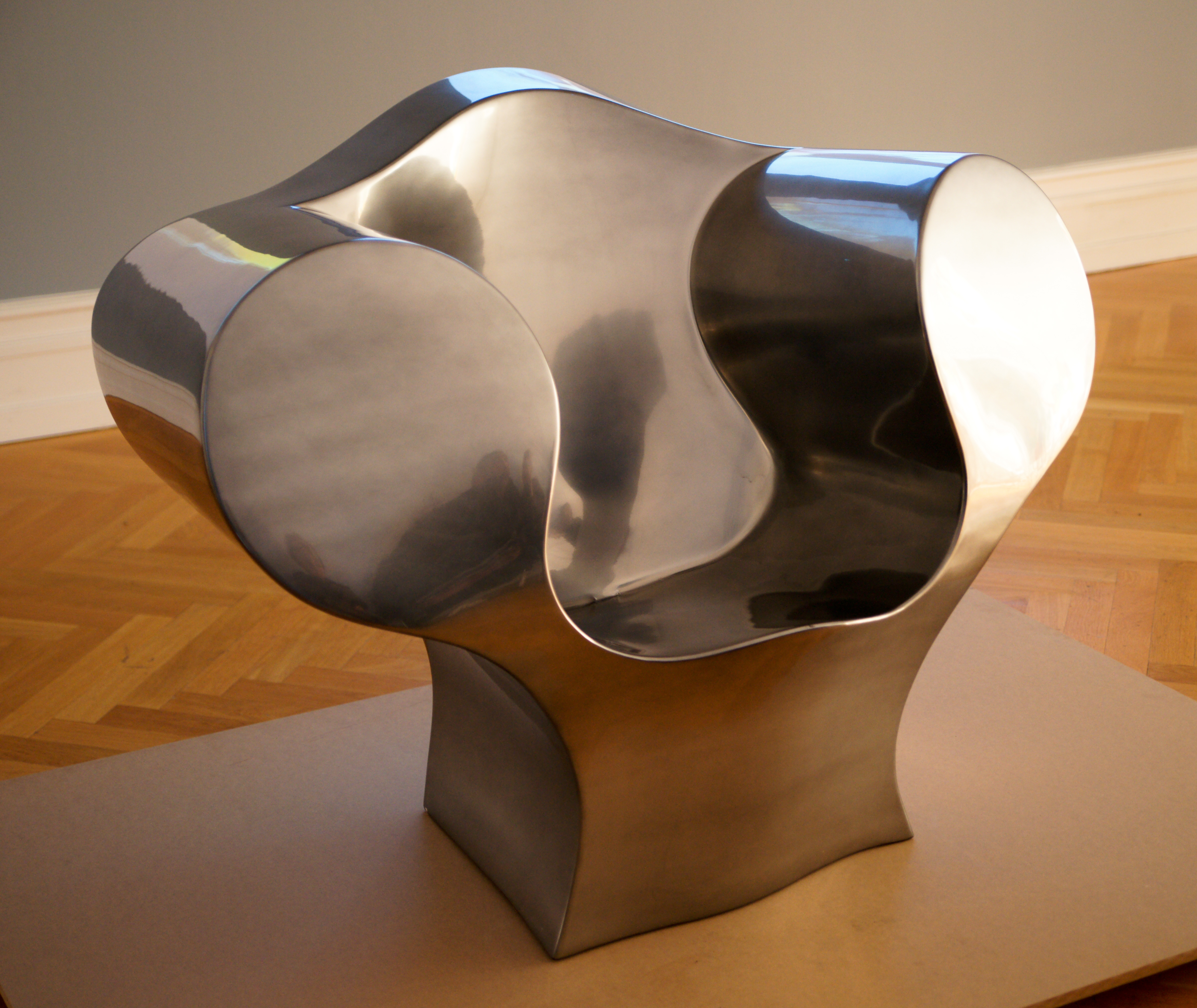
صندلی راحتی استنلس استیل از طراحی‌های آراد